# GK Весов
GK Весов (лат. GK Librae) — двойная затменная переменная звезда типа Алголя (EA) в созвездии Весов на расстоянии приблизительно 2842 световых лет (около 871 парсека) от Солнца. Видимая звёздная величина звезды — от +13,8m до +12,8m. Орбитальный период — около 1,1305 суток.